# Lokomotiv Moscou (beach soccer)
Maillots
La section beach soccer du Lokomotiv Moscou est un club russe de la discipline fondé en 2010 et basé à Moscou, capitale du pays.

## Histoire
La section beach soccer du Lokomotiv Moscou est fondée au printemps 2010.
Dès la première année, le club est champion de Russie. Le Loko remporte le match décisif de la sixième édition du Championnat National de Russie, où il prend le meilleur parti aux tirs au but après un match nul contre les champions en titre Strogino (2-2 ; 1-0 tab). L'épine dorsale du Lokomotiv est alors formé par les meilleurs joueurs nationaux, comme le capitaine russe Leonov accompagné de Shkarin, Chaïkov et Makarov, entre autres. L'équipe est renforcée par certains des meilleurs joueurs étrangers tels que le Suisse Dejan Stankovic et l'Ukrainien Vitaliy Sydorenko.
L'année suivante, il réalise le triplé Coupe-Supercoupe-Championnat.
2012 est une année fructueuse pour le Loko. Le club remporte toutes les compétitions auxquelles il participe, à commencer par le titre de champion de la Coupe du monde des clubs remporté à Sao Paulo contre le CR Flamengo. L'équipe conserve ensuite ses titres en coupe et championnat.

## Palmarès
| Compétitions nationales | Compétitions internationales                                                                             |
| --- | --- |
| - Championnat de Russie (3) - Champion en 2010, 2011 et 2012 - 3e en 2013 - Coupe de Russie (3) - Vainqueur en 2011, 2012 et 2013 - Supercoupe de Russie (1) - Vainqueur en 2011 | - Coupe du monde des clubs (1) - Vainqueur en 2012 - 4e en 2011 - Coupe d'Europe (1) - Vainqueur en 2013 |

## Personnalités

### Organigramme
- Administratif[6]
  - Président : Vitaly Pogodin
  - Président du conseil : Igor Pogodin
  - Vice-président : Sarkis Meybatov Albertovich
- Staff technique[7]
  - Entraineur : Ilya Leonov
  - Médecin : Alexander Shekhovtsov

### Effectif
Effectif pour la saison 2013 :
| N° | Nom                 | Poste          |
| -- | ------------------- | -------------- |
| 1  | Andreï Boukhlitski  | Gardien de but |
| 2  | Yuri Gorchinskiy    | Défenseur      |
| 4  | Yuri Krasheninnikov | Attaquant      |
| 7  | Anton Shkarin       | Défenseur      |
| 8  | Ilya Leonov         | Défenseur      |
| 9  | Iegor Chaïkov       | Attaquant      |
| 10 | Alekseï Makarov     | Défenseur      |
| 12 | Andrey Melnikov     | Gardien de but |
| 13 | Dejan Stankovic     | Attaquant      |

### Joueurs importants
Joueurs passés au club :
- Andreï Boukhlitski (depuis 2010)
- Ilya Leonov (depuis 2010)
- Aleksandr Filimonov (2011-2012)
- Dejan Stankovic (depuis 2010)
- Madjer (2011 et 2013)
- Alan (2011)
- Belchior (2012-2013)

## Sponsors
En 2013, le club est équipé et sponsorisé par la marque espagnole Joma.